# La Roque-Esclapon
La Roque-Esclapon település Franciaországban, Var megyében. Lakosainak száma 253 fő (2022. január 1.). La Roque-Esclapon Séranon, Bargème, La Bastide, Mons és Seillans községekkel határos.

## Népesség
A település népességének változása:
| Lakosok száma | 286  | 284  | 278  | 267  | 259  | 256  | 248  | 245  | 253  |
|               | 2013 | 2015 | 2016 | 2017 | 2018 | 2019 | 2020 | 2021 | 2022 |